# Tedania inermis
Tedania inermis är en svampdjursart som beskrevs av Jörn Hentschel 1911. Tedania inermis ingår i släktet Tedania och familjen Tedaniidae. Inga underarter finns listade i Catalogue of Life.